# گئورگ فلوکینگر
گئورگ فلوکینگر (انگلیسی: Georg Fluckinger؛ زادهٔ ۱ مارس ۱۹۵۵) لژسوار اهل اتریش و از برندگان مدال‌های بازی‌های المپیک زمستانی است.